# Oliver Ruhnert

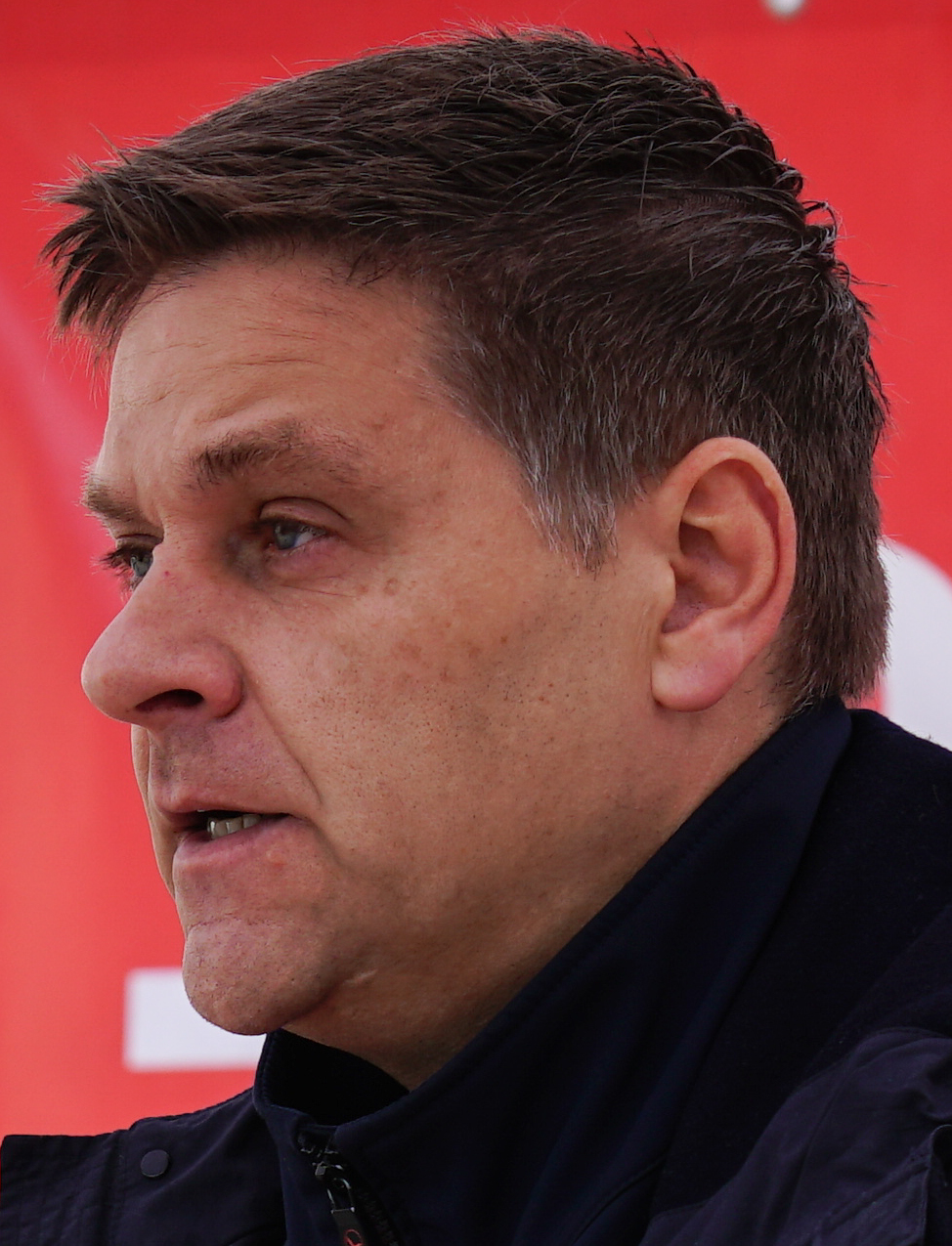
Oliver Ruhnert (2019)

Oliver Ruhnert (* 18. November 1971 in Arnsberg) ist ein deutscher Politiker (BSW, früher Die Linke), Fußballschiedsrichter, sowie ehemaliger Fußballtrainer und Sportmanager.

## Leben

### Tätigkeit als Politiker
In einem Interview mit RevierSport wurde Ruhnert 2009 zitiert, er sei in der SPD tätig gewesen und nach der Bundestagswahl 2005 aus der Partei ausgetreten. In einem 2024 auf YouTube erschienenen Interview bezeichnete er dies als eine „Ente“. Zwar seien seine Eltern in der SPD gewesen, er selbst sei aber nie Mitglied gewesen. Er sei aber „sehr SPD-affin“ gewesen, „schon aufgrund des Elternhauses“. Ab 2007 war Ruhnert als Lokalpolitiker für die Partei Die Linke tätig. Ruhnert war Fraktionsvorsitzender seiner Partei im Stadtrat Iserlohn und Mitglied in unterschiedlichen Stadtausschüssen. Er trat 2009 zur Wahl des Bürgermeisters von Iserlohn an. Ende Mai 2024 wechselte er zum Bündnis Sahra Wagenknecht und wurde im Dezember 2024 vom Berliner Landesverband des BSW zum Spitzenkandidaten für die Bundestagswahl 2025 gewählt. Zudem kandidierte er im Bundestagswahlkreis Berlin-Marzahn – Hellersdorf. Da aber das BSW den Einzug in den Bundestag knapp verpasste, wurde auch er nicht in den Bundestag gewählt.

### Trainer- und Sportmanagertätigkeit
In der Saison 2001/02 war er Trainer des FC Gütersloh in der Oberliga Westfalen. Seitdem war er bis 2017 bei den SF Oestrich-Iserlohn und dem FC Iserlohn als Trainer tätig und wurde zusätzlich zur Saison 2007/08 als Scout beim FC Schalke 04 angestellt. Nach der Entlassung von Markus Högner im Mai 2009 übernahm er gemeinsam mit Sven Kmetsch das Training der zweiten Mannschaft von Schalke. Im Januar 2010 wurde Ruhnert durch Michael Boris ersetzt und war anschließend wieder als Scout tätig. Vom 1. Juni 2011 bis 31. Juli 2017 war er Leiter der Nachwuchsabteilung bei Schalke. So förderte er ab 2014 als Direktor der Knappenschmiede unter anderem die Entwicklung von Bernard Tekpetey. Ab August 2017 war er Chefscout beim 1. FC Union Berlin und seit 15. Mai 2018 war er Geschäftsführer Profifußball und Leiter der Lizenzspielerabteilung bei Union. In dieser Position verpflichtete er unter anderem Urs Fischer. Nach Ende der Saison 2023/24 kehrte er auf eigenen Wunsch in seine alte Position als Chefscout zurück. Sein Nachfolger als Geschäftsführer Profifußball wurde Horst Heldt.
Ruhnert ist Inhaber der Trainer-B-Lizenz. Zusätzlich ist er als Schiedsrichter in der Kreisliga aktiv.

## Werke (Auswahl)
- Wer nicht mit der Zeit geht, der geht mit der Zeit. In: Gib alles ─ nur nie auf!: Die Erfolgsstrategien vom Trainer der Weltstars von Norbert Elgert, Ariston, 2019.
- Das Geheimnis seines Erfolgs. Vom Sauerland über Schalke zu Union. Verlag Neues Leben, Berlin, 2022, ISBN 978-3-355-01907-1